# Der Hahn ist tot (Kanon)
Der Hahn ist tot (Le coq est mort) ist ein Kanon zu fünf Stimmen. Er stammt aus Frankreich, die Entstehung wird zu Beginn des 20. Jahrhunderts vermutet. Neben Frère Jacques zählt er zu den in den meisten verschiedenen Sprachen verbreiteten Kanons.

## Sprachversionen
Deutsch – Der Hahn ist tot
|: Der Hahn ist tot, der Hahn ist tot. :|

|: Er kann nicht mehr krähn, kokodi, kokoda. :|

Koko koko koko kokodi, kokoda.
teilweise auch: Er wird nicht mehr krähn …, er kann nicht mehr schrein …

Englisch – The cock is dead
|: The cock is dead, the cock is dead. :|

|: He will never cry, cocodi, cocoda. :|

Coco coco coco cocodi, cocoda.
teilweise auch: He will never crow …

Esperanto – Mortis la koko
|: Mortis la koko, mortis li. :|

|: Li ne krios plu: «Kokodi, kokoda». :|

«Koko-koko-koko-kokodi, kokoda.»

Finnisch – Kukkoni kuoli
|:  Kukkoni kuoli komea.:|

|: Ei se enää laula kokodii, kokodaa. :|

Ko-ko-ko-ko-ko-ko-ko-ko-diikokodaa.

Französisch – Le coq est mort
|: Le coq est mort, le coq est mort. :|

|: Il ne dira plus cocodi, cocoda. :|

Coco coco coco cocodi, cocoda.
teilweise auch: Il ne pleura plus …

Italienisch – Il gallo è morto
|: Il gallo è morto, il gallo è morto. :|

|: Non canterà più e coccodì e coccodà. :|

E co e co e co e coccodì e coccodà.

Lateinisch – Noster gallus est mortuus
|: Noster gallus est mortuus. :|

|: Non iam cantabit, cocodi, cocoda. :|

Coco coco coco cocodi, cocoda.
oder 
|: Mortuus gallus noster est. :|

|: Non cantabit iam, cocodi, cocoda. :|

Coco coco coco cocodi, cocoda.
alternativ: 
|: Gallus meus mortuus est, :|

|: Ille non cantabit cocodi, cocoda, :|

Coco coco coco cocodi, cocoda.

Lëtzebuergesch – Den Hunn ass fräkt
|: Den Hunn ass fräkt. :|

|: Hie kann nët méi sange kokodi, kokoda. :|

Koko koko koko kokodi, kokoda.
teilweise auch: Den Hunn ass doud …

Niederländisch – De haan is dood
|: De haan is dood, de haan is dood. :|

|: Hij kan niet meer zeggen: Kukeleku kukeleku. :|

Kukele kukele kukele kukele kukele kukele kukele kuu.
teilweise auch: Mijn haan is dood.
|: Mijn haan is dood, mijn haan is dood. :|

|: Hij zal niet meer zingen kokodi, kokoda. :|

Kokodi, kodi, kokodi, koda.

Portugiesisch – O nosso galo já morreu
|: O nosso galo já morreu. :|

|: Não mais cantará cocodi, cocoda. :|

Cocococo cococodi, cocoda.

Russisch – Умер петух
|: Умер петух, умер петух. :|

|: Больше не кричит кокоди, кокода. :|

коко-коко-коко-кокоди, кокода.

Schwedisch – Vår tupp är död
|: Vår tupp är död, vår tupp är död. :|

|: Han kan inte sjunga kokodi kokoda. :|

Koko koko koko kokodi, kokoda.

Schweizerdeutsch – Eusere Güggel
|: Eusere Güggel, dä isch tot. :|

|: Er cha nüme säge kokodi, kokoda. :|

Koko koko koko kokodi, kokoda.

Spanisch – Mi gallo se murió
|: Mi gallo se murió ayer. :|

|: Ya no cantará cocodi, cocoda. :|

Coco coco coco cocodi, cocoda.

Ungarisch – A kis kakas
Pál, Kata, Péter, jó reggelt!

Már odakinn a nap felkelt.

Szól a kakasunk, az a nagy tarajú:

Gyere ki a rétre, kukurikú! 

## Rezeption
Zoltan Spirandelli hat 1988 den interaktiven Kurzfilm Der Hahn ist tot gedreht, in dem der Regisseur von der Leinwand aus das Publikum zum Mitsingen animiert.
Die ungarische Version des Liedes (siehe oben) wird auch in Mindenki, dem Oscar-Gewinnerfilm in der Kategorie Bester Kurzfilm 2017 gesungen.